# 齋藤正市
齋藤 正市（さいとう まさいち、1893年（明治26年） - 1987年（昭和62年）4月6日）は、日本の教育者。藤島町教育委員会教育長、山形県東田川郡校長会長、山形県連合小学校長会評議員、栄典・称号は、従五位・勲五等・双光旭日章・藤島町名誉町民（現・鶴岡市名誉市民）

## 略歴
- 1893年（明治26年） - 山形県東田川郡藤島町越後京田（現・鶴岡市）に生れる。
- 1913年（大正2年） - 山形師範学校卒業
- 藤島尋常高等小学校勤務
- 1929年（昭和4年） - 大東尋常高等小学校長就任
- 押切尋常小学校校長
- 大和尋常小学校校長
- 広瀬尋常小学校校長
- 山添村国民学校長
- 加茂町国民学校長
- 鶴岡市青年学校長
- 1947年（昭和22年） - 藤島小学校長就任
- 1953年（昭和28年）3月31日 - 定年退職
  - 4月1日 - 藤島町教育委員会教育長就任（1963年（昭和38年）まで）
- 1987年（昭和62年）4月6日 - 死去。

## 受賞歴
- 1966年（昭和41年）11月3日 - 勲五等双光旭日章受章
- 1984年（昭和59年） - 藤島町名誉町民顕彰
- 1987年（昭和62年）4月6日 - 従五位

## 参考資料
- 広報『つるおか』 2005年12月15日号
- 『広報』 1966年11月04日 本紙 11968 叙位・叙勲
- 『広報』 1987年05月06日 本紙 18061 叙位・叙勲